# Список персонажей «Одиссеи»

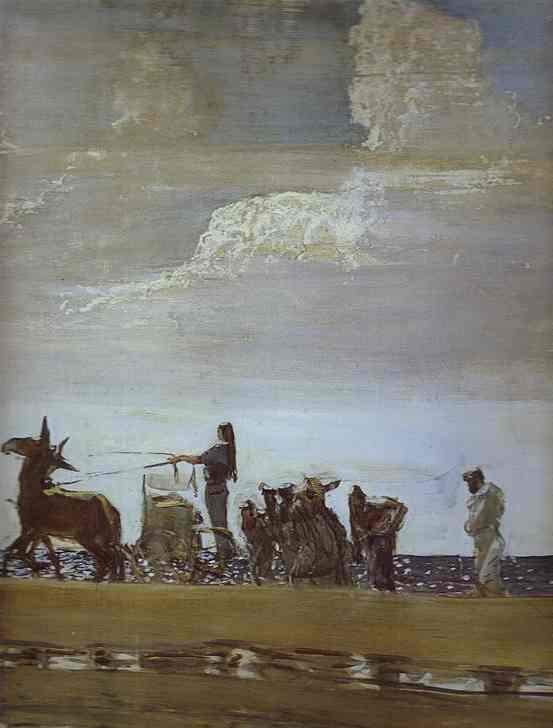
Валентин Серов. Одиссей и Навзикая

Сюжет поэмы «Одиссея», авторство которой приписывают Гомеру, связан с древнегреческой мифологией. Основное действие происходит на острове Итака, куда возвращается после 20 лет отсутствия главный герой, Одиссей. В пути домой он останавливается в стране феаков, где рассказывает местному царю о взятии Трои и о своих 10-летних странствиях. На Итаке Одиссей встречается со своим выросшим сыном Телемахом и сохранившими преданность ему слугами, убивает женихов своей супруги Пенелопы. Кроме того, в поэме появляются олимпийские боги, принимающие участие в судьбе главного героя. В тексте упоминается целый ряд персонажей, относящихся к разным мифологическим циклам.

## Список персонажей
- Одиссей, царь Итаки. В начале поэмы он находится на острове Огигия, у нимфы Калипсо. Последняя по приказу богов отпускает его домой. Спасшись от бури, Одиссей оказывается в стране феаков, которые потом доставляют его на Итаку.

### Члены семьи и слуги Одиссея
- Пенелопа, жена Одиссея. Уже в первой книге сообщается, что многочисленные женихи, собравшиеся в царском дворце, принуждают её к новому браку, но она уверена, что её муж жив.
- Телемах, сын Одиссея.
- Лаэрт, сын Аркисия. Престарелый отец Одиссея, бывший царь Итаки. Он живёт в одном из отдалённых поместий, не появляясь в царском дворце, и оплакивает сына, которого считает погибшим. Узнав о возвращении Одиссея, он ненадолго обретает былую силу и даже убивает Евпифа, отца одного из женихов Пенелопы[1][2].
- Антиклея, мать Одиссея. Она умерла, не дождавшись сына, и тот встретил её тень в загробном мире[3][4].
- Евмей, раб Одиссея, свинопас, сохранивший верность своему господину.
- Эвриклея, старая няня, воспитавшая Одиссея. Она узнаёт главного героя во время омовения ног по шраму, оставленному когда-то кабаном.
- Ментор, сын Алкима, воспитатель Телемаха.

### Феаки
- Алкиной, царь феаков.
- Арета, дочь Рексенора, племянница и жена Алкиноя.
- Навсикая, дочь Алкиноя и Ареты.
- Демодок, слепой аэд. На пиру в присутствии Одиссея он поёт три песни: о ссоре Одиссея с Ахиллом, о том, как Афродита изменяла Гефесту с Аресом, и о троянском коне. Первая и третья песни доводят Одиссея до слёз.
- Понтоной, глашатай.

### Женихи Пенелопы
- Агелай, сын Дамастора, убит Одиссеем.
- Амфимедон, сын Меланея, убит Телемахом.
- Амфином. Проявил вежливость по отношению к переодетому Одиссею, и тот хотел его пощадить. В итоге Амфином всё же был убит вместе с остальными (Телемахом).
- Антиной, сын Евпифа, один из лидеров женихов. Был активным участником заговора с целью убить Телемаха, когда тот возвращается на Итаку, спровоцировал поединок между Одиссеем в образе нищего и Иром. Одиссей убил Антиноя самым первым.
- Димоптолем, убит Одиссеем.
- Евенор, сын Леокрита, убит Телемахом.
- Евриад, убит Телемахом.
- Евридамант, предложил пару серёжек в подарок Пенелопе (XVIII, 296), убит Одиссеем.
- Евримах, сын Полиба, один из лидеров женихов, известный ловкостью и коварством. После гибели Антиноя попытался переложить на него всю вину, заявив, что женихи сожалеют о содеянном и отплатят Одиссею. Тот убил его стрелой.
- Еврином, сын Египтия, брат одного из спутников Одиссея Антифонта.
- Ктесипп с Самы, сын Полиферса. «Одарил» Одиссея, переодетого нищим, бросив в него коровью ногу. Филойтий, убив его, назвал это ответным подарком.
- Леодей, сын Энопса, жертвогадатель при женихах. Осуждал их злые дела, позже молил Одиссея о пощаде, говоря, что пытался остановить женихов. Одиссей всё же убил Леодея.
- Писандр, сын Поликтора, предложил ожерелье в подарок Пенелопе, убит Филойтием.
- Полиб, сын Поликтора и отец Евримаха.
- Элат, убит Евмеем.

### Герои из других областей Греции
- Менелай, царь Спарты. Радушно встречает Телемаха, когда тот приезжает в поисках известий об отце.
- Елена Прекрасная, жена Менелая.
- Агамемнон, царь Микен. Одиссей встречает его тень в загробном мире.
- Геракл. Одиссей встречает его тень в загробном мире.
- Ахилл.

### Боги и чудовища
- Зевс.
- Афина.
- Калипсо.
- Кирка.
- Полифем.
- Скилла.
- Харибда.

## Персонажи, упомянутые в тексте
- Посейдон, бог моря. Гневаясь из-за Полифема, он остаётся единственным олимпийцем, настроенным против Одиссея[5]. В первой книге Зевс собирает остальных богов, воспользовавшись пребыванием Посейдона в отдалённой Эфиопии.
- Гермес, вестник Зевса.
- Атлант, отец Калипсо, «кознодей», которому ведомы морские глубины и который подпирает столбы, удерживающие небо над землёй (I, 51 — 53).
- Эгисф (Эгист), сын Фиеста. Он соблазнил Клитемнестру и убил её мужа, своего двоюродного брата Агамемнона, царствовавшего в Микенах, а позже сам был убит его сыном Орестом. Эгисф был «в мыслях» Зевса, когда тот начинал собрание олимпийцев в первой книге поэмы. Зевс вспоминает, что тщетно предупреждал героя о неизбежности гибели в случае, если тот сделает Клитемнестру своей любовницей.
- Клитемнестра, дочь Тиндарея. Жена Агамемнона.